# Régions de Singapour

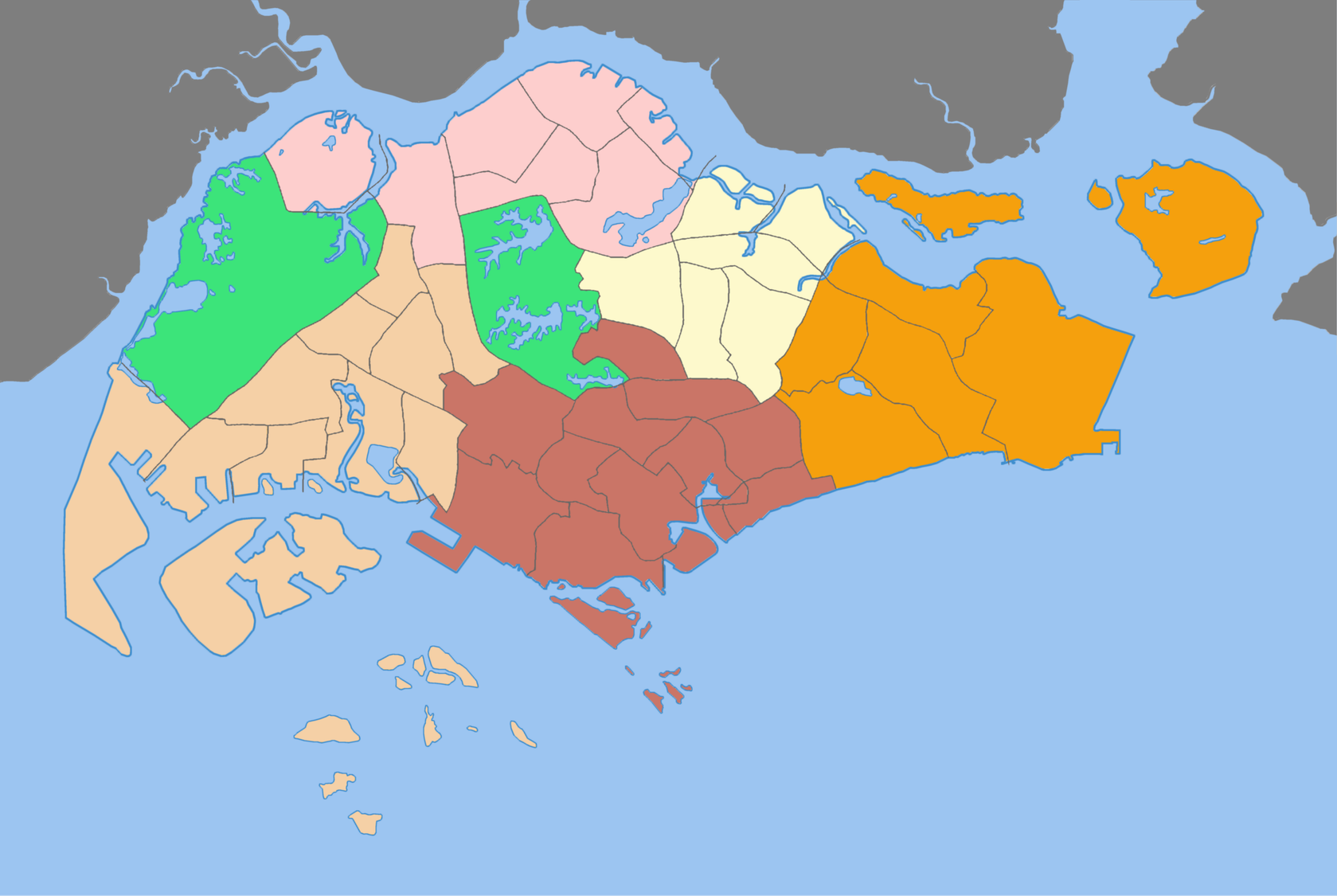
Les différentes régions de Singapour.

Les régions de Singapour constituent des subdivisions administratives de la république de Singapour établies par l'Urban Redevelopment Authority (en) (URA) à des fins de planification urbaine. Au nombre de cinq, elles sont au fil du temps utilisées par d'autres entités gouvernementales et constituent la principale subdivision géographique fixe de l'État. Chaque région est subdivisée en zones de développement urbain, qui sont au nombre de 55 dans tout le pays.
En tant qu'État unitaire, Singapour est dépourvu de provinces ou d'États fédérés. Bien qu'elles constituent des subdivisions de premier niveau utilisées par nombre d'entités gouvernementales, les régions ne constituent pas des subdivisions politico-administratives à proprement parler. Les cinq districts jouent plutôt ce rôle, qui sont, eux, subdivisés en divisions, gouvernées par un conseil et dirigées par un maire. Les frontières des districts ne correspondent toutefois pas à celles des régions et sont muables au fil des différents exercices électoraux. 

## Liste
| Région             | Plus grande ville | Superficie (km²) | Population (est. 2015) | Densité | Zones de développement urbain |
| ------------------ | ----------------- | ---------------- | ---------------------- | ------- | ----------------------------- |
| Région centrale    | Bukit Merah       | 132,7            | 939 890                | 7082,8  | 22                            |
| Région de l'est    | Bedok             | 93,1             | 693 500                | 7449    | 6                             |
| Région du nord     | Woodlands         | 134,5            | 531 860                | 3954,3  | 8                             |
| Région du nord-est | Hougang           | 103,9            | 834 450                | 8031,3  | 7                             |
| Région de l'ouest  | Jurong West       | 201,3            | 903 010                | 4485,9  | 12                            |